# مالكولم هولكومب
مالكولم هولكومب (بالإنجليزية: Malcolm Holcombe)‏ هو مغني وعازف قيثارة ومغن مؤلف أمريكي، ولد في 2 سبتمبر 1955 في ويفرفيل في الولايات المتحدة.

## وصلات خارجية
- الموقع الرسمي
- مالكولم هولكومب على موقع ميوزك برينز (الإنجليزية)
- مالكولم هولكومب على موقع أول ميوزيك (الإنجليزية)
- مالكولم هولكومب على موقع ديسكوغز (الإنجليزية)